# Phil Gramm
William Philip Gramm (* 8. července 1942 Fort Benning) je americký ekonom a politik, který zastupoval Texas v obou komorách Kongresu. Ačkoli svou politickou kariéru začal jako Demokrat, v roce 1983 přestoupil k Republikánské straně. V roce 1996 Gramm neúspěšně kandidoval v prezidentských primárkách Republikánské strany proti pozdějšímu kandidátovi Bobu Doleovi.

## Život
Gramm se narodil 8. července 1942 ve Fort Benningu ve státě Georgia a vyrůstal v nedalekém Columbusu. V roce 1961 absolvoval v Georgii vojenskou akademii (nyní Woodwardova akademie) a v roce 1964 vystudoval University of Georgia. V roce 1967 získal doktorát z ekonomie na Terry College of Business na University of Georgia.
V letech 1967 až 1978 vyučoval ekonomii na Texas A&M University. Kromě své pedagogické činnosti Gramm založil ekonomickou poradenskou firmu Gramm and Associates (1971–1978).
V roce 1978 Gramm úspěšně kandidoval do Kongresu jako Demokrat a v roce 1980 svůj mandát obháji.
Grammova hlasovací bilance však byla velmi konzervativní, a to i na tehdejší poměry mezi texaskými Demokraty. Během prvních čtyř volebních období získal od Americké konzervativní unie průměrné hodnocení 89 bodů a v letech 1980 až 1982 získal od této organizace nejvyšší hodnocení ze všech Demokratů v texaské delegaci. V roce 1981 byl spoluautorem Gramm-Lattova rozpočtu, který realizoval ekonomický program prezidenta Ronalda Reagana, zvyšoval vojenské výdaje, snižoval ostatní výdaje a prosadil zákon o ekonomické obnově z roku 1981 (Kemp-Rothovo snížení daní).
Jen několik dní po svém znovuzvolení v roce 1982 byl Gramm vyhozen z rozpočtového výboru Sněmovny reprezentantů. V reakci na to se Gramm 5. ledna 1983 svého mandátu ve Sněmovně reprezentantů vzdal. Poté kandidoval na své vlastní uvolněné místo ve zvláštních volbách 12. února 1983 jako Republikán a snadno zvítězil.
V roce 1984 byl Gramm jako Republikán zvolen za Texas do Senátu. Gramm byl prvním kandidátem do Senátu v historii Texasu, který získal více než tři miliony hlasů. Od roku 1989 až do svého odchodu z funkce v roce 2002 byl Gramm členem senátního rozpočtového výboru. V letech 1999–2001 byl předsedou senátního výboru pro bankovnictví, bydlení a městské záležitosti. Během této doby stál v čele snah o přijetí zákonů o deregulaci bankovnictví, včetně přelomového zákona Gramm-Leach-Bliley Act z roku 1999, který odstranil zákony z doby hospodářské krize oddělující bankovní, pojišťovací a makléřské činnosti (někteří ekonomové tvrdí, že za krizi hypotečních úvěrů v roce 2007 a celosvětovou hospodářskou krizi v roce 2008 nese významnou vinu právě tento zákon z roku 1999, který Gramm prosadil). Jako senátor Gramm často vyzýval ke snižování daní a podvodů ve vládních výdajích.
V prezidentských volbách v roce 1996 se Gramm neúspěšně ucházel o nominaci Republikánské strany. Svou podporu dal poté senátorskému kolegovi Bobu Doleovi z Kansasu. Poté, co se vzdal prezidentské kandidatury, se Gramm znovu soustředil na získání třetího senátního mandátu.
Od roku 2009 pak Gramm pracoval ve společnosti UBS AG jako místopředseda divize investičního bankovnictví. Na stránkách UBS.com se uvádí, že místopředseda divize UBS byl "...jmenován, aby podporoval obchodní oddělení ve vztazích s klíčovými klienty". Do UBS však nastoupil již v roce 2002, bezprostředně po odchodu ze Senátu.
Od léta 2007 do 18. července 2008 byl Gramm spolupředsedou prezidentské kampaně Johna McCaina a jeho nejdůležitějším ekonomickým poradcem.